# Miguel Cedeño
Miguel Ángel Cedeño Carreño (Guayaquil, 8 de mayo de 1987 - 28 de junio del 2022) también conocido como La Cerecita del Pastel, fue un periodista y presentador de noticias y farándula ecuatoriano; era el presentador del programa de variedades De boca en boca de TC Televisión.

## Biografía
Nació el 8 de mayo de 1987, en la ciudad ecuatoriana de Guayaquil.
Inició de su carrera en la televisión a los 17 años.
Fue el conductor del programa De boca en boca de TC Televisión, desde 2015.

### Fallecimiento
En noviembre del 2021, reveló que padecía un cáncer linfático en estado temprano, por el cual se vio obligado a alejarse de la televisión para comenzar un período de tratamiento de la enfermedad. 
Falleció en la madrugada del 28 
de junio del 2022, en Guayaquil; a la edad de 35 años. Un día después fue enterrado en el Cementerio General de la ciudad homónima.